# Ōkubo (Klan)

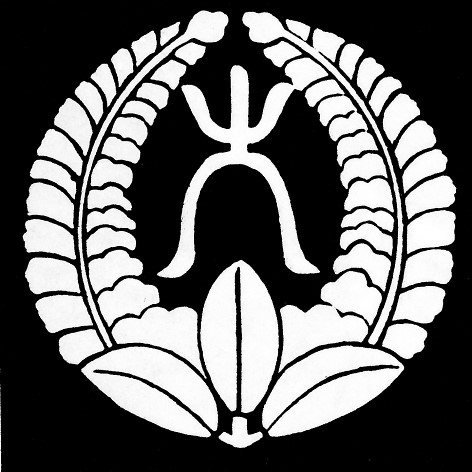
Wappen der Ōkubo (Odawara):
Ōkubo-Wisterie (大久保藤)

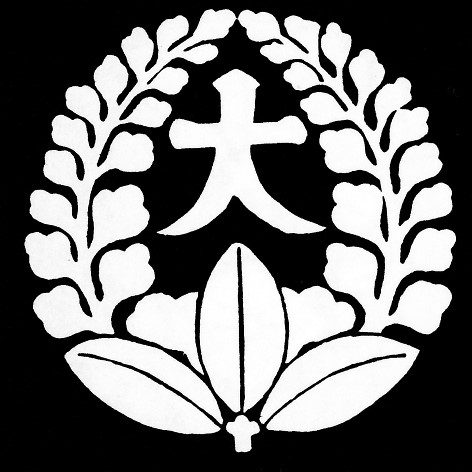
Wappen der Ōkubo (Karasuyama):
Nasu-Ōkubo-Wisterie (那須大久保藤)

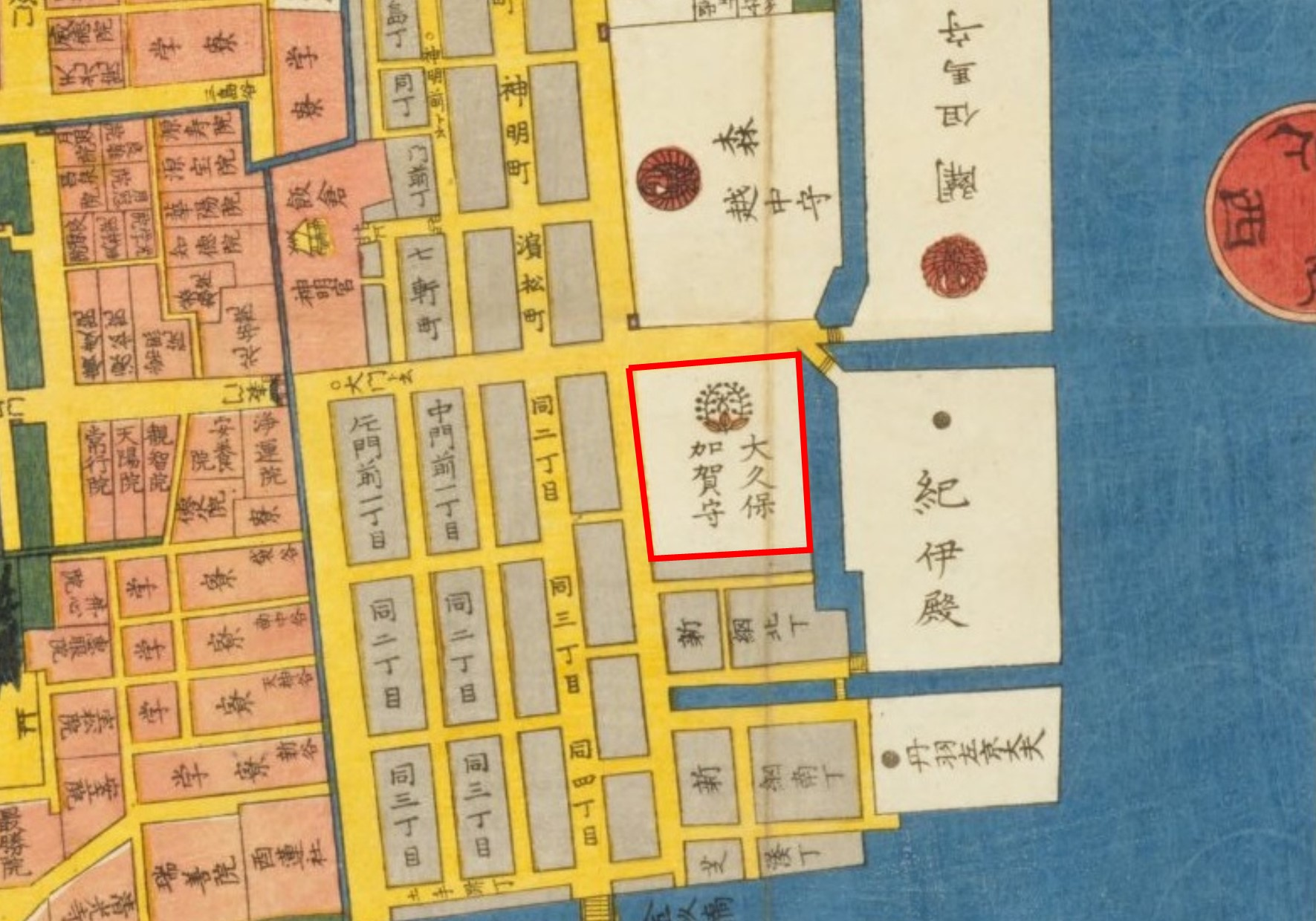
Ōkubo (Odawara)-Residenz in Edo

Die Ōkubo (japanisch 大久保氏, Ōkubo-shi) waren eine Familie des japanischen Schwertadels (Buke), die sich von den Utsunomiya und über sie von Fujiwara no Michikane ableitete. Mit einem Einkommen von 100.000 Koku gehörten die auf der Burg Odawara (Präfektur Kanagawa) residierenden Ōkubo zu den größeren Fudai-Daimyō der Edo-Zeit.

## Genealogie
- Tadakazu (忠員, 1510–1582) unterstützte Tokugawa Ieyasu und half ihm 1555, Imagawa Yoshimoto zu besiegen.
  - Tadayo (忠世, 1531–1593), ältester Sohn Tadakazus, nahm an allen Feldzügen Ieyasus teil und erhielt von ihm 1590 Odawara (Sagami) mit einem Einkommen von 45.000 koku.
    - Tadachika (忠隣, 1553–1628) folgte seinem Vater in Odawara mit 70.000 koku. 1614 wurde ihm vorgeworfen, sich mit Tokugawa Tadateru gegen dessen Bruder, Shogun Hidetada verschworen zu haben, worauf er nach Hikone (Ōmi) ins Exil geschickt wurde. Später wollte Hidetada ihn nach Edo zurückholen, aber er weigerte sich und starb im Exil. 
      - Tadatsune (忠常, 1580–1611), Sohn Tadayos, nahm im Jahr 1600 an dem Feldzug Hidetadas nach Shinano teil. Er starb noch vor seinem Vater.
        - Tadamoto (忠職, 1604–1670), Enkel Tadayos, war zunächst in die Schwierigkeiten seines Großvaters verwickelt. Er bekam das 1632 Lehen Kanō (Mino) mit 50.000 koku, 1639 Akashi (Harima), 1649 Karatsu (Hizen) mit 90.000 koku. Seine Nachkommen residierten ab 1678 auf der Burg Sakura (Shimōsa) und 1686 nach wieder in Odawara mit 100.000 koku, wo sie bis 1868 ihren Sitz hatten.
        - Tadayoshi (忠良, 1857–1877) war letzter Daimyo. Nach 1868 erhielten er und seine Nachkommen bis 1947 den Titel Vizegraf.

      - Ein Zweig, der sich von Norihiro (教寛, 1657–1737) ableitete, besaßen von 1718 bis 1868 ein Festes Haus (jinya) in Ogino[A 1] (Sagami) mit 13.000 koku. Nach 1868 Vizegraf.

  - Tadasuke (忠佐, 1537–1613), zweiter Sohn Tadakazus, zeichnete sich in allen Feldzügen unter Ieyasu durch Tapferkeit aus. Er erhielt die Burg Numazu (Suruga) mit 20.000 koku, hatte aber keine Nachkommen, so dass die Domäne an das Shogunat zurückfiel.
  - Tadatame (忠為, 1554–1616) war sechster Sohn Tadakazus. Seine Nachkommen residierten von 1725 bis 1868 auf der Burg Karasuyama (Shimotsuke) mit 30.000 koku. Nach 1868 Graf.
  - Tadanori (忠教, 1560–1639), besser bekannt unter dem Namen Hikozaemon (彦左衛門), achter Sohn Tadakazus, begleitete seinen älteren Bruder Tadayo bei dessen Feldzügen. Er war verwickelt in das Fehlverhalten seines Neffen Tadachika und fiel in Ungnade. Nach der Belagerung von Ōsaka wollte Ieyasu ihm seinen Besitz zurückgeben, aber er weigerte sich. Er blieb aber in Edo und wurde Berater und Vertrauter der Shōgune Hidetada und Iemitsu.